# Королева Шарлотта: История Бриджертонов
«Королева Шарлотта: История Бриджертонов» (англ. Queen Charlotte: A Bridgerton Story) — американский сериал о королеве Шарлотте Мекленбург-Стрелицкой, спин-офф «Бриджертонов». Его премьера состоялась 4 мая 2023 года на Netflix.

## Сюжет
Действие сериала разворачивается в альтернативной Великобритании XVIII века, где царит расовое равноправие. В центре сюжета — отношения между королём Георгом III и его будущей женой Шарлоттой. Сюжет состоит из двух сюжетных линий. Одна начинается в 1817 году со смертью единственной внучки королевы - наследницы трона принцессы Шарлотты Уэльской. Это событие заставляет королеву Шарлотту задуматься о том, что ни один из ее детей больше не имеет официальных наследников, поэтому она приказывает своим детям вступить в официальные браки и родить престолу наследника. Вторая сюжетная линия начинается в 1761 году со свадьбы Шарлотты и короля Георга III и рассказывает об их жизни.

## В ролях

### 1761 год
- Индия Риа Амартейфио - молодая королева  Шарлотта
- Арсема Томас - молодая Агата, леди Данбери, фрейлина королевы Шарлотты
- Кори Милкрист - молодой король  Георг III
- Мишель Фэрли  -  Августа Саксен-Готская, принцесса Уэльская, мать короля Георга III
- Фредди Деннис - Рейнольдс, королевский секретарь
- Сэм Клеммет - молодой Бримсли, секретарь королевы
- Конни Дженкинс-Грег — молодая Вайолет Леджер (будущая виконтесса Бриджертон)

### 1814 год
- Голда Рошевель - королева Шарлотта
- Аджоа Андо - Агата, леди Данбери, острая на язык, проницательная дуайенна лондонского общества
- Рут Геммелл - Вайолет, вдовствующая виконтесса Бриджертон
- Хью Сакс - Бримсли, секретарь королевы
- Джули Эндрюс - голос леди Уислдаун, автора колонки светской хроники

## Производство и премьера
Сценарий сериала написала Шонда Раймс, ставшая ещё и одним из исполнительных продюсеров (наряду с Бетси Бирс и Томом Верикой). Роль юной Шарлотты досталась британской актрисе Индии Риа Амартейфио, но в сериале появится и Голда Рошевель, которая играет королеву в «Бриджертонах». Съёмки закончились в сентябре 2022 года. Премьера «Королевы Шарлотты» состоялась 4 мая 2023 года.

## Список эпизодов
| № общий | № в сезоне | Название                                       | Режиссёр   | Автор сценария                                                 | Дата премьеры |
| ------- | ---------- | ---------------------------------------------- | ---------- | -------------------------------------------------------------- | ------------- |
| 1       | 1          | «Быть королевой» «Queen to Be»                 | Том Верика | Шонда Раймс                                                    | 4 мая 2023    |
| 2       | 2          | «Блаженство медового месяца» «Honeymoon Bliss» | Том Верика | Шонда Раймс                                                    | 4 мая 2023    |
| 3       | 3          | «Четные дни» «Even Days»                       | Том Верика | Шонда Раймс                                                    | 4 мая 2023    |
| 4       | 4          | «Удержание короля» «Holding the King»          | Том Верика | Николас Нардини                                                | 4 мая 2023    |
| 5       | 5          | «Цветущие сады» «Gardens in Bloom»             | Том Верика | Телесценарий Николас Нардини и Шонда Раймс История Шонда Раймс | 4 мая 2023    |
| 6       | 6          | «Драгоценности короны» «Crown Jewels»          | Том Верика | Шонда Раймс                                                    | 4 мая 2023    |